# جيم لانج
جيم لانج (بالإنجليزية: Jim Lange)‏ هو مقدم برامج إذاعية أمريكي، ولد في 15 أغسطس 1932 في سانت بول في الولايات المتحدة، وتوفي في 25 فبراير 2014 في مل فالي في الولايات المتحدة بسبب نوبة قلبية.

## وصلات خارجية
- جيم لانج على موقع IMDb (الإنجليزية)
- جيم لانج على موقع إن إن دي بي (الإنجليزية)
- جيم لانج على موقع قاعدة بيانات الفيلم (الإنجليزية)